# رسوایی (فیلم ۱۹۸۹)
رسوایی (به انگلیسی: Scandal) فیلمی محصول سال ۱۹۸۹ و به کارگردانی امی مایکل کاتن-جونز است. در این فیلم بازیگرانی همچون جان هرت، جوآن ولی، ایان مک‌کلن، بریجیت فوندا، بریت اکلاند، رولاند گیفت، یرون کرابه، لزلی فیلیپس، دنیل ماسی، جین الکساندر، دبورا گرانت، الکس نورتون، رونالد فریزر، پل بروک، کیت آلن، رالف برون، ایان کاتبرتسون و جانی شنون ایفای نقش کرده‌اند.